# Anarmodia lojalis
Anarmodia lojalis là một loài bướm đêm trong họ Crambidae.